# Dannii Minogue: The Video Collection
Dannii Minogue: The Video Collection — сборник клипов австралийской певицы Данни Миноуг, выпущенный 15 ноября 2007 года в формате DVD.
Dannii Minogue: The Video Collection содержит все клипы Данни, а также бонус — концертное видео-дуэт Данни и Кайли с композицией «Kids», невыпущенные ранее видео, закулисные интервью, и фотосессия, а также двенадцатистраничный цветной буклет.

## Список композиций
Музыкальные клипы
1. «Love and Kisses» (UK version)
2. «$UCCE$$» (UK version)
3. «Jump to the Beat»
4. «Baby Love»
5. «I Don't Wanna Take This Pain» (UK version)
6. «Show You the Way to Go»
7. «Love's on Every Corner»
8. «This is It»
9. «This is the Way»
10. «Get into You»
11. «All I Wanna Do»
12. «Everything I Wanted»
13. «Disremembrance»
14. «Who Do You Love Now?»
15. «Put the Needle on It»
16. «I Begin to Wonder»
17. «Don't Wanna Lose This Feeling»
18. «You Won't Forget About Me»
19. «Perfection»
20. «So Under Pressure»

Бонусные видео
1. «Rescue Me»
2. «Coconut»
3. «Everlasting Night»
4. «Live For the One I Love» (Live)
5. «Begin to Spin Me Round»
6. «Don’t Wanna Lose this Groove»
7. «I Can't Sleep at Night»
8. «He’s The Greatest Dancer» (Live on BBC's Children in Need)
9. «Kids» (Live duet with Kylie Minogue)

Короткометражные ролики
1. «Put the Needle on It» (Behind the scenes)
2. Neon Nights documentary
3. «I Begin to Wonder» (Behind the scenes)
4. «You Won’t Forget About Me» (Behind the scenes)